# Молочная спелость

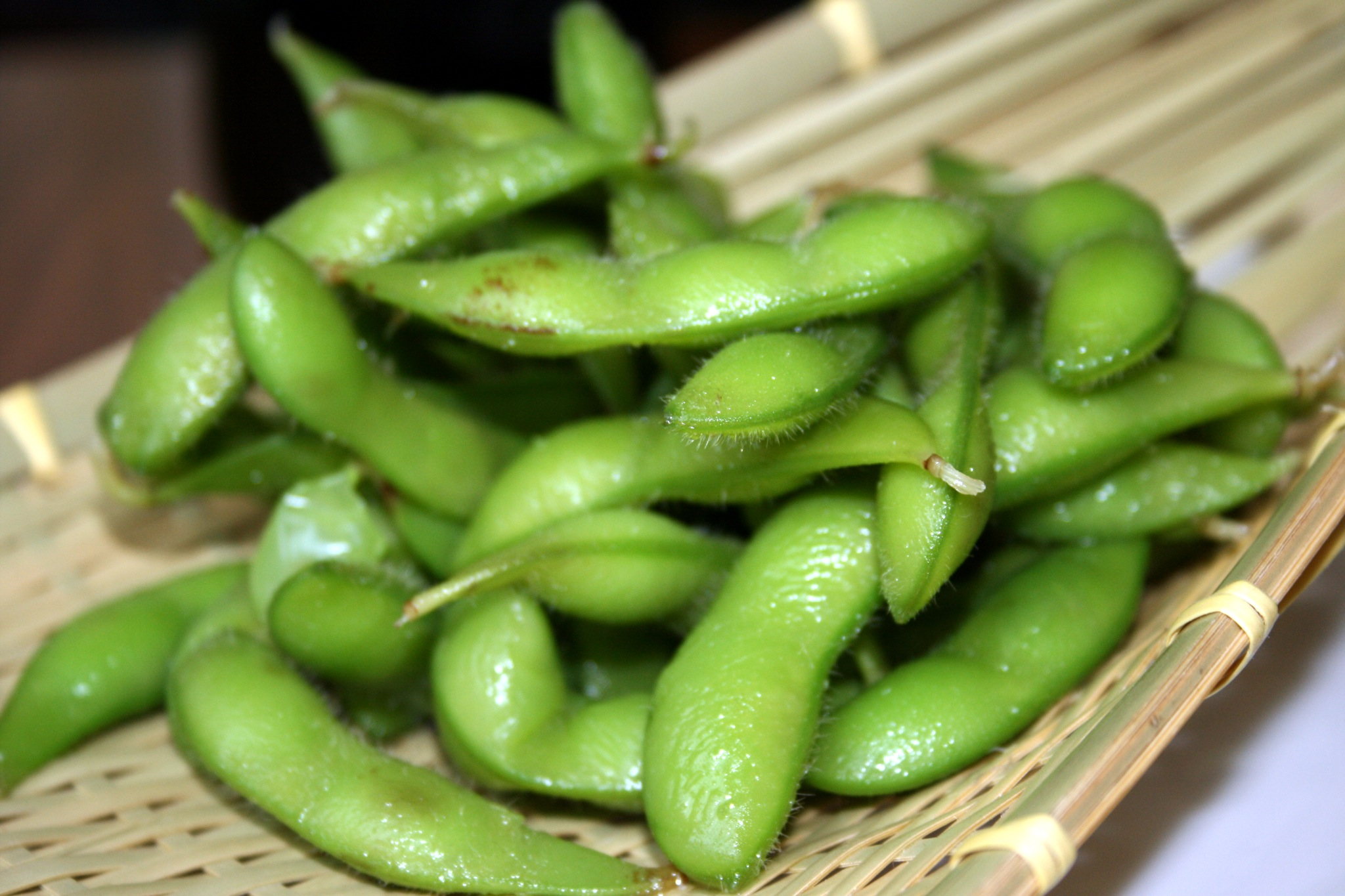
Бобы молочной спелости в стручках.

Моло́чная спе́лость — начальная фаза созревания плодов (корнеплодов, клубнеплодов), овощей, зёрен и/или семян растений, наступающая — в зависимости от биологического вида или сельскохозяйственной культуры и погодных условий летнего сезона — в период от 10 до 16 суток после фазы цветения и продолжающаяся от 7 до 15 суток перед фазой восковой спелости. Пора молочной спелости в средней полосе России — июль (в основном вторая половина).

## Особенности

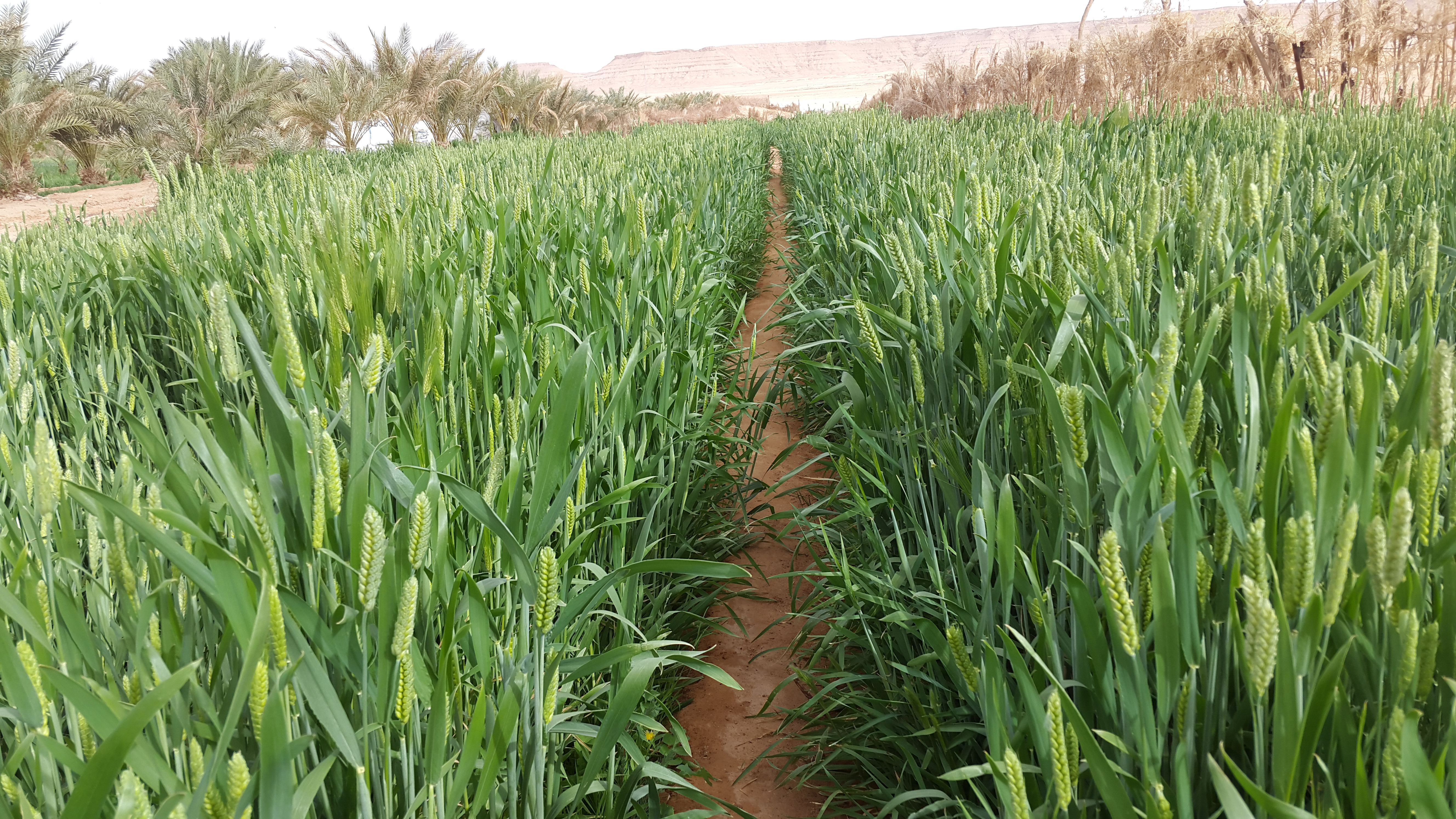
Тритикале в молочной спелости

В период молочной спелости зерновых, растения сохраняют зеленоватую окраску, а стебли начинают желтеть лишь снизу — когда предкорневые листья злаковых желтеют, сохнут и постепенно отмирают. Зерно также сохраняет зелёный цвет. При сдавливании семени молочной спелости выступает густая бело-молочная жидкость, содержащая около 50 % воды. В фазе молочной спелости продолжается приток и отложение пластических веществ в зёрна, которые остаются щуплыми и имеют пониженную массу — оставаясь ещё неполноценными.
Максимальное содержание эфирного масла в зонтиках ажгона наблюдается в фазе молочной спелости семян, как и абсолютное количество тимола в этом масле также достигает максимума в период молочной зрелости семян растения, когда фактически заканчивается его синтез.
Овощи в период молочной спелости долго не хранятся и быстро портятся. Они отличаются характерным вкусом и нежностью, заметно отличающимся от зрелых плодов, и практически не требуют термообработки. Корнеплоды и клубни в молочной спелости только-что сформированы и имеют малые размеры, а их кожура (которая легко снимается пальцами рук, — при сравнении с чисткой молодого картофеля специальными щётками) ещё не сформировалась.

## Использование

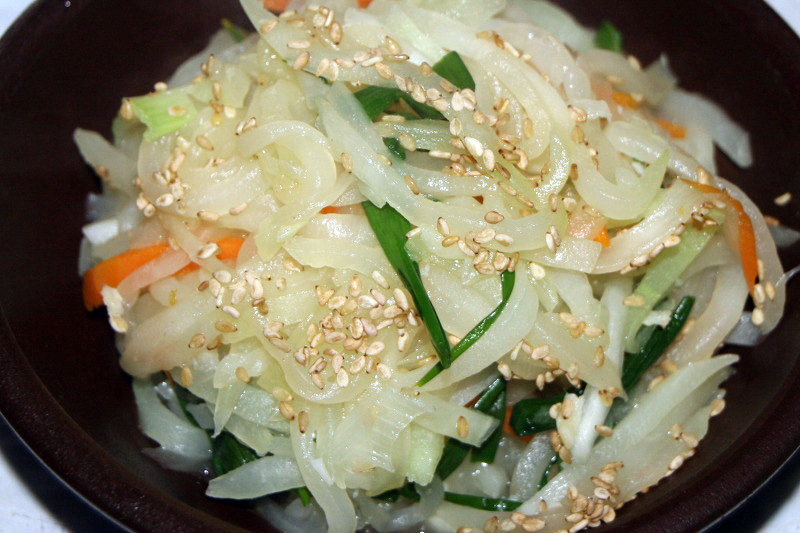
Салат из плодов лагенарии длинноплодной

Продукты молочной спелости (как картофель, свекла, морковь и т. д.) пользуются популярностью в диетическом питании и/или у гурманов, но их нельзя купить в обычном магазине или супермаркете из-за трудности транспортировки в свежем и непереработанном виде. Такие товары приобретаются на частных приусадебных участках и/или на территориях специализированных сельскохозяйственных ферм. Они не требуют длительной термической обработки и многие из них используются в сыром виде, для приготовления салатов или сырых перетёртых и иных холодных супов, окрошек и т. д. Из зёрен и/или семян молочной, молочно-восковой и восковой спелости готовятся коктейли и иные растительные напитки (как зерновое, зенобобовое и иное растительное молоко), пользующиеся спросом у веганов в вегетарианстве. Эдамамэ — отварные бобы молочной спелости в стручках, популярная закуска к пиву. В фазе молочной спелости готовятся кулинарные блюда из плодов лагенарии обыкновенной, которые по вкусу напоминают кабачки.